# Jan Gotard

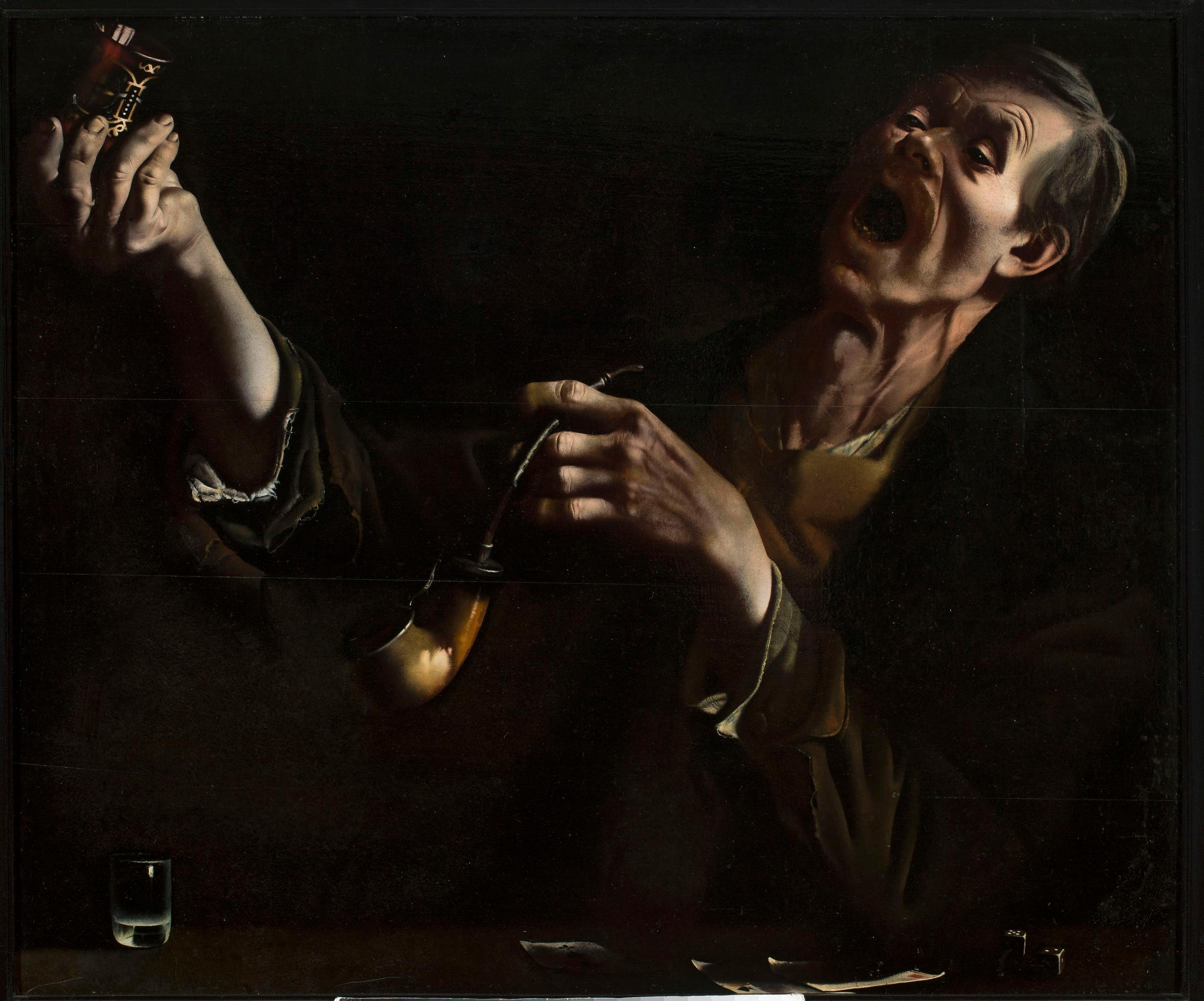
Pijak, ok. 1928, Muzeum Narodowe w Warszawie

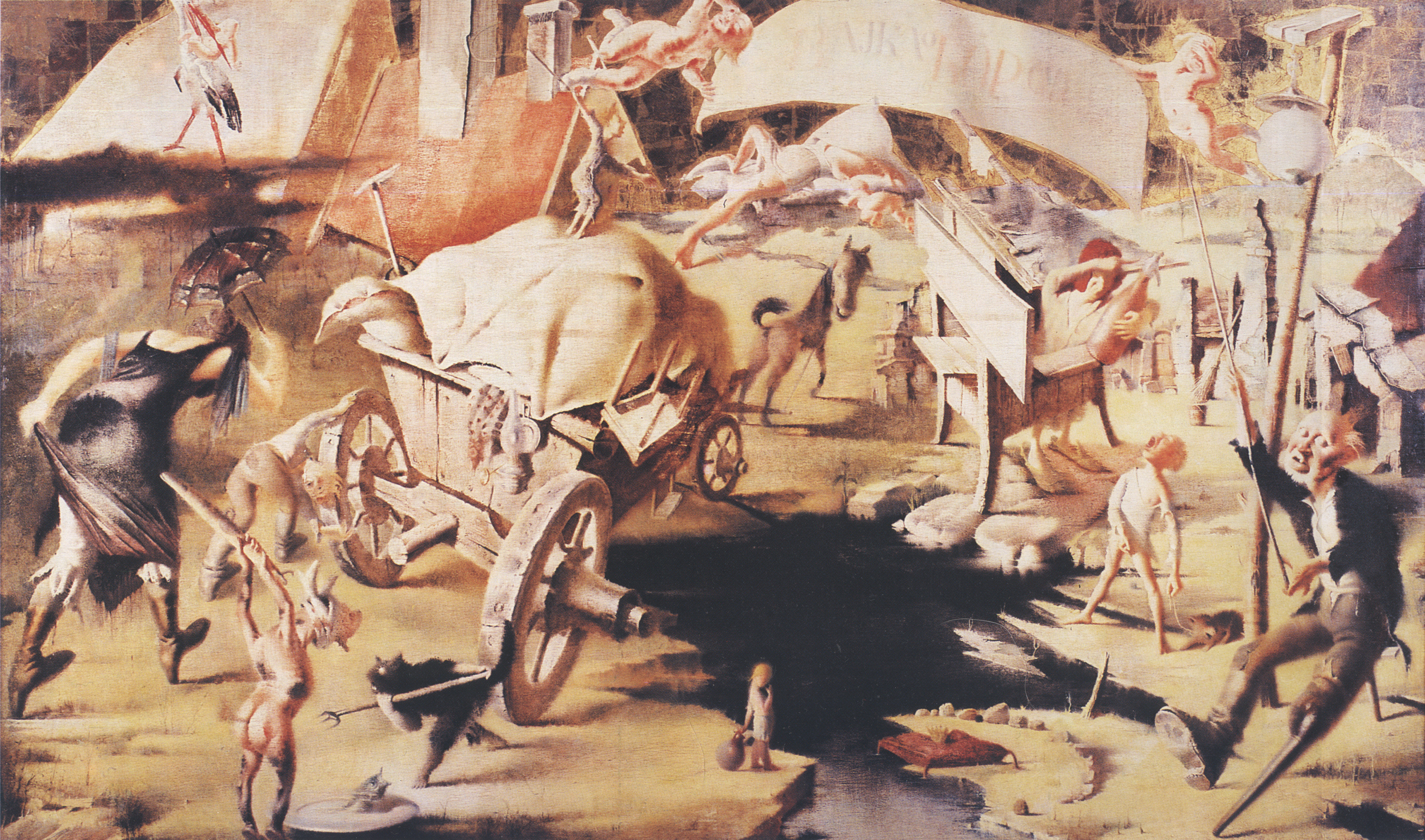
Bajka o Kopciuszku, 1937, Muzeum Żydowskiego Instytutu Historycznego

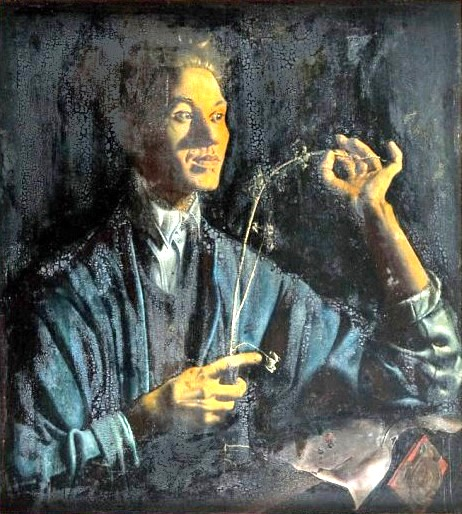
Portret Antoniego Michalaka, 1938

Jan Zygmunt Gotard (ur. 15 marca 1898 w Warszawie, rozstrzelany tamże w 1943) – polski malarz, grafik i rysownik, pochodzenia żydowskiego.

## Życiorys
Był synem Henryka, chirurga zmarłego w 1912. Miał dwóch braci: Aleksandra i Stefana. Dwa lata po śmierci ojca został ochrzczony. Był wówczas uczniem prywatnego gimnazjum filologicznego. W 1915 zdał maturę i rozpoczął studia na Uniwersytecie Warszawskim. Po trzech semestrach zdecydował się na naukę na wydziale prawa.
W latach 1919–1920 odbył służbę wojskową. Walczył w wojnie polsko-bolszewickiej na froncie litewsko-białoruskim. Po demobilizacji zrezygnował z dalszej nauki na Uniwersytecie Warszawskim i postanowił zająć się sztuką. Najpierw kształcił się w prywatnej szkole Konrada Krzyżanowskiego, w której poznał Antoniego Michalaka, z którym połączyła go długa przyjaźń. W ramach nauki wyjeżdżał na plenery organizowane m.in. w Kartuzach. W 1922 spotkał tam swojego przyszłego mentora – Tadeusza Pruszkowskiego, malarza i animatora życia artystycznego. Rok później razem z Michalakiem przeniósł się do nowo przywróconej do działania warszawskiej Szkoły Sztuk Pięknych (SSP), którą ukończył w 1927. Kształcił się pod kierunkiem Tadeusza Pruszkowskiego i Władysława Skoczylasa. Już na początku pobytu w SSP wziął udział w słynnym, pierwszym plenerze malarskim, zorganizowanym dla studentów przez Pruszkowskiego w Kazimierzu Dolnym. Efektem pleneru było powołanie artystycznego „Bractwa św. Łukasza”, którego był jednym ze współzałożycieli.
Od tego czasu często przebywał w Kazimierzu. W latach 30. pomieszkiwał nawet w kazimierskim domu Antoniego Michalaka przy ul. Zamkowej.
Podczas okupacji niemieckiej nie chciał ukrywać się w Kazimierzu, pragnął być blisko matki i braci. Przebywał w Warszawie, utrzymując się z wykonywanych na zamówienie portretów rysunkowych. W 1943 został zatrzymany w łapance, a następnie rozstrzelany przez hitlerowców.

### Choroba
Niemal przez całe życie chorował na epilepsję. M.in. podczas pleneru w Kazimierzu Dolnym w 1924 doznał silnego ataku i spadł z Góry Zamkowej. Z ranami głowy i poobijanego przewieziono go do szpitala w Puławach. Zachowała się nawet fotografia, na której widnieje siedzący na łóżku szpitalnym z zabandażowaną głową. Jego leczenie nie trwało długo, gdyż uciekł ze szpitala, tłumacząc swoją decyzję koniecznością dokończenia rozpoczętych prac. Incydent ten skłonił go do stworzenia żartobliwej, zaginionej podczas wojny, litografii Zszywanie czaszki genjusza.

## Twórczość
Głównym motywem jego malarstwa były portrety i studia portretowe. Uprawiał również malarstwo historyczne i fantastyczno-alegoryczne (jednym z jego obrazów jest Madonna Kazimierska przedstawiająca Matkę Boską osłaniającą płaszczem farę kazimierską i dom Antoniego Michalaka).

Wiktor Podoski: Nie jest w stanie nikogo naśladować, nie może, nie potrafi być kimś innym, tylko sobą. Choćby nawet chciał. Byłby takim w każdym miejscu i czasie. Stajemy przed obrazem jak przed faktem dokonanym. Ale tu faktem jest ta indywidualność, drapieżna w swej bezwzględności. Można jej ulec lub odejść. Nie można jej poprawiać.

Uczestniczył we wszystkich wystawach Bractwa św. Łukasza. Ponadto brał udział w wystawach Towarzystwa Zachęty Sztuk Pięknych (1928, 1929, 1932) i Instytutu Propagandy Sztuki (1933, 1936) w Warszawie, oraz Towarzystwa Przyjaciół Sztuk Pięknych w Krakowie (1930). Uczestniczył w Powszechnej Wystawie Krajowej w Poznaniu (1929) i XIX Międzynarodowym Biennale Sztuki w Wenecji (1934). Wystawiał swoje prace w Musée Rath w Genewie (1931), Brooklyn Museum w Nowym Jorku (1933), Galerii Trietiakowskiej w Moskwie (1933), Carnegie Institute w Pittsburghu (1934, 1938), Monachium (1935), San Francisco (1936) i Amsterdamie (1936).